# Scutellaria bushii
Scutellaria bushii är en kransblommig växtart som beskrevs av Nathaniel Lord Britton. Scutellaria bushii ingår i Frossörtssläktet som ingår i familjen kransblommiga växter. Inga underarter finns listade i Catalogue of Life.